# 시마즈 다다타케
시마즈 타다타케 (島津忠剛)는 에도시대 후기의 사츠마번사이다. 이마이즈미 시마즈가 10대 당주이다. 사츠마번 9대 당주 시마즈 나리노부의 7남이다. 어머니는 츄우히메 (아라타 츠네아키의 딸)이다. 텐쇼인 (아츠히메)의 친부이다. 이마이즈미 (1만 5천석) 영주이다.

## 약력
당초, 하나오카가의 시마즈 히사요시의 양자로 나갔으나, 분카 11년 (1814년)에 가고시마로 돌아왔다. 분세이 8년 (1825년)에 이마이즈미 시마즈가의 타다타카의 양자로 들어가, 텐포 10년 (1839년) 가독을 이어받았다. 번정개혁으로 성과를 올리고 있던 즈쇼 히로사토의 도움을 받아 집안의 재정 개혁에 착수하여 성공하였다.
정실은 시마즈 히사아키(島津久丙)의 딸・오유키로, 둘 사이에는 13대 쇼군 도쿠가와 이에사다의 정실이된 텐쇼인이 있다. 죽은 후에는 시마즈 타다후유가 가독을 승계하였다.

## 일문
정실
- 유키 (幸, 분카 7년 (1810년) ~ 메이지 2년 10월 27일 (1869년 11월 30일)
  - 시마즈 준삼남가(島津準3男家) 당주 시마즈 히사아키의 딸.
  - 타다후유, 히사타카, 오카츠 등의 2남 1녀를 낳았다.

측실
- 카와노 미치후미의 딸 (이름・생몰년 미상)
  - 타다유키 등 2남을 낳았다
- 에비하라 쇼조의 딸 (이름・생몰년 미상)
  - 3녀를 낳았다.

자녀
- 시마즈 타다후유 : 장남, 적자
- 시마즈 히사타카 : 차남, 시마즈 히사아키(島津久陽)의 양자
- 타케쿠마 (猛熊) (텐포 2년 (1831년) : 3남. 어머니는 카와노 미치후미의 딸. 태어나고 얼마 안있다가 요절.
- 시마즈 타다유키 : 4남. 형 타다후유의 양자
- 오카츠 (於一, 텐포 6년 12월 19일 (1835년 2월 5일) ~ 메이지 16년 (1883년) 11월 20일)
  - 장녀. 시마즈 나리아키라의 양녀이자 우대신 코노에 타다히로의 양녀.
  - 13대 쇼군 도쿠가와 이에사다의 정실, 미다이도코로가 됨. 남편 사후, 락쇼쿠 의식 후 텐쇼인의 칭호를 받음.
- 오쿠마 (於熊, 텐포 9년 10월 12일 (1838년 10월 12일) ~ 텐포 13년 6월 19일 (1842년 7월 26일)
  - 차녀. 어머니는 에비하라 쇼조의 딸. 어려서 요절하였다.
- 오류 (於龍, 텐포 11년 (1840년) ~ 몰년 미상)
  - 3녀. 어머니는 에비하라 쇼조의 딸. 사츠마번사 이리키인 키미히로에게 시집감.
- 오사이 (於才, 텐포 12년 9월 12일 (1841년 10월 26일) ~ 몰년 미상)
  - 4녀. 어머니는 에비하라 쇼조의 딸.

## 관련 작품
- 아츠히메 (2008년, NHK대하드라마, 배우 : 나가츠카 쿄조)
- 세고돈 (2018년, NHK대하드라마, 배우 : 스와 신지)

| 전임 시마즈 타다타카 | 제10대 이마이즈미 시마즈가 당주 1839년 ~ 1854년 | 후임 시마즈 타다후유 |